# Tectidrilus intermixtus
Tectidrilus intermixtus är en ringmaskart som beskrevs av Finogenova 1986. Tectidrilus intermixtus ingår i släktet Tectidrilus och familjen glattmaskar. Inga underarter finns listade i Catalogue of Life.